# Zama (Kanagawa)
Zama (座間市 -shi) é uma cidade japonesa localizada na província de Kanagawa.
Em 2003 a cidade tinha uma população estimada em 128 770 habitantes e uma densidade populacional de 7 324,80 h/km². Tem uma área total de 17,58 km².
Recebeu o estatuto de cidade a 1 de Novembro de 1971.

## Cidade-irmã
- Smyrna, Estados Unidos